# 張雕
張雕虎（519年—573年11月18日），因避諱唐太祖李虎作雕武，或作雕，中山郡北平县（今河北省保定市满城区东北）人，東魏、北齊政治人物。
张雕虎家世寒微，慷慨有志节，喜歡古学。精力過人，负箧从师，不远千里，励志求学。遍诵《五经》，尤其精通《春秋三传》，远方來學业的弟子数百人。诸儒服氣他的辩論。東魏末年，高欢以明经召他入霸府，令他教诸子讲读。初任殄寇将军，轉任定州主簿。北齐立国后，天保年间，历任永安王府参军、祠部郎中。乾明初年，轉任国子博士、平原郡太守，因為贿赃失官。齊武成帝即位，受胡人何洪珍支持，为其谋主。河清年间为泾州刺史。齊后主初年，为散骑常侍，为后主讲经书，受人敬重。后轉任通直散骑侍郎，加国子监祭酒，待诏文林馆。与张景仁号稱“二张博士”。官至侍中、加开府，监国史。张雕虎有澄清政局之举，為韩凤等所忌。他和崔季舒连名勸谏后主，同时被杀害。

## 延伸阅读
[在维基数据编辑]
 《北齊書·卷44》，出自李百药《北齊書》